# Xenimpia hyperbolica
Xenimpia hyperbolica är en fjärilsart som beskrevs av Swinhoe 1884. Xenimpia hyperbolica ingår i släktet Xenimpia och familjen mätare. Inga underarter finns listade i Catalogue of Life.